# Lythria nigricans
Lythria nigricans är en fjärilsart som beskrevs av J. Peter Maassen 1927. Lythria nigricans ingår i släktet Lythria och familjen mätare. Inga underarter finns listade i Catalogue of Life.